# Camblès
Dans la mythologie grecque, Camblès (en grec ancien Κάμβλης / Kámblês) ou Cambès (Κάμβης / Kámbês) est un roi de Lydie.
Il est victime d'un maléfice lancé par le magicien Iardanos : atteint d'une faim insatiable, il dévore sa propre femme. Pris de regret, il se suicide ensuite.

## Sources
- Xanthos de Lydie, Lydiaca, fr. 12 (FHG vol. I, 36 et suiv.) = Athénée, Deipnosophistes [détail des éditions] (lire en ligne), X, 415c-d.
- Élien, Histoires variées [lire en ligne], I, 27.
- Nicolas de Damas, FGrH 2 A 90 F 28.